# ۱۹۹۹ (ترانه چارلی ایکس‌سی‌ایکس و تروی سیوان)
«۱۹۹۹» (به انگلیسی: 1999) ترانه‌ای توسط خوانندهٔ انگلیسی چارلی ایکس‌سی‌ایکس و خوانندهٔ استرالیایی تروی سیوان می‌باشد که در ۵ اکتبر سال ۲۰۱۸ به‌عنوان تک‌آهنگ اصلی سومین آلبوم استودیویی چارلی ایکس‌سی‌ایکس، چارلی منتشر شد.
«۱۹۹۹» در بازی جاست دنس آنلیمیتد بر روی جاست دنس ۲۰۲۰ قابل‌پخش می‌باشد.